# Frederik I van Brandenburg-Ansbach
Frederik I van Brandenburg-Ansbach, ook bekend als Frederik II van Brandenburg-Ansbach-Kulmbach en Frederik V van Brandenburg en bijgenaamd de Oudere (Ansbach, 8 mei 1460 – aldaar, 4 april 1536), was van 1486 tot 1515 markgraaf van Brandenburg-Ansbach en van 1495 tot 1515 markgraaf van Brandenburg-Kulmbach. Hij behoorde tot het huis Hohenzollern.

## Levensloop
Frederik was een zoon van keurvorst Albrecht Achilles van Brandenburg en diens tweede echtgenote Anna van Saksen, dochter van keurvorst Frederik II van Saksen. Net als zijn vader onderscheidde hij zich in toernooien en in oorlogsvoering. Ook viel hij op door zijn moed, fysieke sterkte en vaardigheden en had hij een scherpe geest, financieel verstand en een groot politiek talent. 
Op amper zestienjarige leeftijd begeleidde hij zijn vader bij diens militaire campagne in Polen. In februari 1479 huwde hij in Frankfurt an der Oder met Sophia (1464-1512), dochter van koning Casimir IV van Polen. Ze kregen maar liefst zeventien kinderen. In 1482 ondernam hij een pelgrimstocht naar Palestina. 
Na de dood van zijn vader in 1486 werd het keurvorstendom Brandenburg verdeeld en Frederik kreeg het markgraafschap Brandenburg-Ansbach. Als loyale aanhanger van de keizer was hij regelmatig afwezig: in 1488 vochten hij en zijn broer Sigismund in de militaire campagne van Rooms-Duits koning Maximiliaan I tijdens de Vlaamse Opstand tegen Maximiliaan. In 1499 vocht hij als keizerlijk commandant tegen het Oude Eedgenootschap, in 1508-1509 voerde hij een militaire campagne tegen de Republiek Venetië met zodanig veel succes dat Maximiliaan hem tijdelijk de verantwoordelijkheid gaf over de stad Verona en in de Landshuter Successieoorlog sloot hij in 1504 een alliantie met hertog Albrecht IV van Beieren. Na de dood van zijn broer Sigismund in 1495 erfde hij het markgraafschap Brandenburg-Kulmbach.
Frederik gebruikte dezelfde harde lijn van zijn vader tegen Neurenberg. Zijn claims op de hoge jurisdictie over jacht- en bosrechten, belastingen en doorgangsrecht leidden tot constante schermutselingen. In 1496 kwam er door het Verdrag van Harras een kort einde aan de vijandelijkheden. Dit verdrag hield in de stad Neurenberg de volledige jurisdictie mocht uitoefenen binnen de stad, maar de landelijke gebieden rond de stadswallen kwamen met een aantal uitzonderingen onder de jurisdictie van Frederik. Toen Frederik in 1501 handelaars uit Neurenberg weigerde door te laten, kwam het echter tot nieuwe vijandelijkheden. 
De frequente campagnes tegen Neurenberg en de extreem kostelijke koninklijke huishouding die Frederik had zorgde ervoor dat zijn staat een hoge schuldenberg kreeg. Zo had de spilzuchtige Frederik 6.000 goudgulden gespendeerd voor de interne renovatie van zijn favoriete residentie: het kasteel Plassen in Kulmbach. Om de schuldenberg te verkleinen, hief Frederik hogere belastingen en voerde hij ook nieuwe belastingen in. Vooral de rijke kloosters leden hier erg onder en hoge sommen geld en andere boedelzaken werden uit de Abdij van Heilsbronn versluist. Frederik bezocht samen met een grote groep volgelingen deze abdij meermaals per jaar toen het koninklijke huishouden nieuwe voorzieningen nodig had, waarna hij zijn hof hier dagen- of wekenlang vestigde.
In 1512 vonden er enkele gebeurtenissen plaats die de gezondheid van Frederik schaadden. In de lente van 1512 werd hij ernstig ziek en in oktober 1512 verloor hij op korte tijd zijn echtgenote en zijn moeder. Frederik, die van nature zeer driftig was, ging kapot van de zenuwen en werd hierdoor ongewoon prikkelbaar, wat tot steeds hevigere conflicten met zijn zoons leidde, vooral met de machtshongerige Casimir. 
Van een gemaskerd bal op Vastenavond 1515 in het kasteel Plassen maakte Casimir samen met zijn broer Johan gebruik om een staatsgreep te plegen. Ze lieten hun slapende en dronken vader hardhandig wakker maken, verklaarden hem gearresteerd, lieten hem een voorbereide abdicatieakte ondertekenen en opsluiten in de torenkamer van de donjon van het kasteel Plassen. Onder strenge bewaking leefde hij de volgende twaalf jaar in slechte omstandigheden. Frederik kreeg voedsel en drank via ijzeren flappen en rasters, mocht enkel in contact komen met zijn bewakers en kreeg geen toestemming voor familiebezoek. 
De Staten van Brandenburg-Ansbach en Brandenburg-Kulmbach verklaarden zich tevreden met Frederiks afzetting. Om de ingestorte financiën die door Frederiks liefde voor extravagantie en zijn stijgende hofkosten waren ontstaan te herstellen, moesten zijn zonen Casimir en George drie jaar op buitenlandse hoven verblijven. Casimir en George kregen van keizer Maximiliaan I Brandenburg-Kulmbach en Brandenburg-Ansbach toegewezen, nadat Maximiliaan de afzetting van Frederik had aanvaard.
De zonen van Frederik die niet betrokken waren bij zijn opsluiting vroegen de vrijlating of een betere behandeling van hun vader, maar dit werd genegeerd. Integendeel, het gevangenisregime werd verstrengd. Zo werden alle spiegels en schilderijen uit zijn torenkamer weggenomen en mocht Frederik geen geld meer krijgen. De kasteelkapitein die medelijden had met Frederik, stopte hem af en toe een gulden toe om te kunnen kaart spelen met zijn bewakers.
Nadat vertegenwoordigers van verschillende hoven zich kwamen inzetten voor de vrijlating van Frederik, legden zijn zonen Casimir en George hem in 1525 een verklaring ter ondertekening voor : Frederik moest beloven om geen wraak te nemen voor zijn gevangenschap en mocht het hof van Casimir en zijn appartement niet verlaten zonder toestemming, in ruil voor een jonge dame die hem af en toe kwam bezoeken. Frederik was verbolgen over het voorstel en weigerde te ondertekenen. Hierdoor bleef de situatie zoals het was tot aan Casimirs overlijden in december 1527. Vervolgens werd Frederik door zijn zoon George vrijgelaten en werd hij naar Ansbach overgebracht. Hier kreeg hij een kleine hofhouding en een jaarlijks inkomen van 963 gulden ter beschikking. Frederik leefde nog negen jaar in vrijheid en stierf in april 1536 op 75-jarige leeftijd. In een brief die George aan Maarten Luther schreef om hem te informeren over de dood van zijn vader, verklaarde hij dat Frederik de laatste jaren van zijn leven een voorstander van de Reformatie was.

## Nakomelingen
Frederik I en zijn echtgenote Sophia kregen zeventien kinderen:
- Elisabeth (1480), jong gestorven
- Casimir (1481-1527), markgraaf van Brandenburg-Kulmbach
- Margaretha (1483-1532)
- George (1484-1543), markgraaf van Brandenburg-Ansbach
- Sophia (1485-1537), huwde in 1518 met hertog Frederik II van Liegnitz
- Anna (1487-1539), huwde in 1518 met hertog Wenceslaus II van Teschen
- Barbara (1488-1490)
- Albrecht (1490-1568), grootmeester in de Duitse Orde en vanaf 1525 de eerste hertog van Pruisen
- Frederik (1491-1497)
- Johan (1493-1525), onderkoning van Valencia
- Elisabeth (1494-1518), huwde in 1510 met markgraaf Ernst van Baden-Durlach
- Barbara (1495-1552), huwde in 1528 met landgraaf George III van Leuchtenberg
- Frederik (1497-1536), kanunnik in Würzburg en Salzburg
- Willem (1498-1563), aartsbisschop van Riga
- Johan Albrecht (1499-1550), aartsbisschop van Maagdenburg
- Frederik Albrecht (1501-1504)
- Gumprecht (1503-1528), kanunnik in Bamberg

## Voorouders
| Frederik I van Brandenburg-Ansbach             | Frederik I van Brandenburg-Ansbach                                          | Frederik I van Brandenburg-Ansbach                                          | Frederik I van Brandenburg-Ansbach                                          | Frederik I van Brandenburg-Ansbach                                          | Frederik I van Brandenburg-Ansbach                                               | Frederik I van Brandenburg-Ansbach                                               | Frederik I van Brandenburg-Ansbach                                                 | Frederik I van Brandenburg-Ansbach                                                 |
| ---------------------------------------------- | --------------------------------------------------------------------------- | --------------------------------------------------------------------------- | --------------------------------------------------------------------------- | --------------------------------------------------------------------------- | -------------------------------------------------------------------------------- | -------------------------------------------------------------------------------- | ---------------------------------------------------------------------------------- | ---------------------------------------------------------------------------------- |
| Overgrootouders                                | Frederik V van Neurenberg (1333–1398) ∞ Elisabeth van Meissen (1329-1375)   | Frederik V van Neurenberg (1333–1398) ∞ Elisabeth van Meissen (1329-1375)   | Frederik van Beieren (1339-1393) ∞ Maddalena Visconti (1366-1404)           | Frederik van Beieren (1339-1393) ∞ Maddalena Visconti (1366-1404)           | Frederik I van Saksen (1370-1428) ∞ Catharina van Brunswijk-Lüneburg (1395-1442) | Frederik I van Saksen (1370-1428) ∞ Catharina van Brunswijk-Lüneburg (1395-1442) | Ernst I van Oostenrijk (1377–1424) ∞ Cymburgis van Mazovië (1394–1429) (1436–1467) | Ernst I van Oostenrijk (1377–1424) ∞ Cymburgis van Mazovië (1394–1429) (1436–1467) |
| Grootouders                                    | Frederik I van Brandenburg (1371–1440) ∞ Elisabeth van Beieren (1383-1442)  | Frederik I van Brandenburg (1371–1440) ∞ Elisabeth van Beieren (1383-1442)  | Frederik I van Brandenburg (1371–1440) ∞ Elisabeth van Beieren (1383-1442)  | Frederik I van Brandenburg (1371–1440) ∞ Elisabeth van Beieren (1383-1442)  | Frederik II van Saksen (1412-1464) ∞ Margaretha II van Oostenrijk (1416-1486)    | Frederik II van Saksen (1412-1464) ∞ Margaretha II van Oostenrijk (1416-1486)    | Frederik II van Saksen (1412-1464) ∞ Margaretha II van Oostenrijk (1416-1486)      | Frederik II van Saksen (1412-1464) ∞ Margaretha II van Oostenrijk (1416-1486)      |
| Ouders                                         | Albrecht Achilles van Brandenburg (1414-1486) ∞ Anna van Saksen (1437-1512) | Albrecht Achilles van Brandenburg (1414-1486) ∞ Anna van Saksen (1437-1512) | Albrecht Achilles van Brandenburg (1414-1486) ∞ Anna van Saksen (1437-1512) | Albrecht Achilles van Brandenburg (1414-1486) ∞ Anna van Saksen (1437-1512) | Albrecht Achilles van Brandenburg (1414-1486) ∞ Anna van Saksen (1437-1512)      | Albrecht Achilles van Brandenburg (1414-1486) ∞ Anna van Saksen (1437-1512)      | Albrecht Achilles van Brandenburg (1414-1486) ∞ Anna van Saksen (1437-1512)        | Albrecht Achilles van Brandenburg (1414-1486) ∞ Anna van Saksen (1437-1512)        |
| Frederik I van Brandenburg-Ansbach (1460-1536) |                                                                             |                                                                             |                                                                             |                                                                             |                                                                                  |                                                                                  |                                                                                    |                                                                                    |